# Gary Schwindt
Gary Schwindt (* 6. Juni 1961 in Winnipeg, Manitoba) ist ein ehemaliger deutsch-kanadischer Eishockeyspieler, der unter anderem für den Berliner SC, BSC Preussen, ECD Iserlohn und EHC Freiburg in der Bundesliga sowie die Hannover Scorpions in der Deutschen Eishockey Liga (DEL) aktiv war.

## Karriere
Gary Schwindt kam im Jahr 1980 nach Deutschland, um eine Karriere als Eishockeyprofi aufzubauen. Als Deutschkanadier belegte er dort keine Ausländerstelle. Er spielte in den ersten Jahren für den Berliner SC in der Bundesliga sowie den EC Hannover und die EA Kempten/Kottern im unterklassigen Bereich, bevor er zur Saison 1983/84 zum BSC Preussen in der 2. Bundesliga stieß.
In den folgenden acht Jahren, in denen er mit dem Verein in die Bundesliga aufstieg, absolvierte er für die Preussen 312 Spiele, in denen er 153 Tore erzielte und 137 Vorlagen beisteuerte. Unterbrochen wurde seine Zeit in Berlin nur durch ein halbjähriges Engagement beim Ligakonkurrenten ECD Iserlohn. Der Stürmer gehörte dort in der Saison 1987/88 zu der Mannschaft, die mit Trikotwerbung für Das Grüne Buch des libyschen Machthabers Muammar al-Gaddafi auflief, was international einen Skandal auslöste. Nachdem der ECD kurz darauf in Konkurs gegangen war, wechselte Schwindt gemeinsam mit seinem Teamkollegen Gaétan Malo wieder nach Berlin.
Nach jeweils einer halben Spielzeit beim EHC Freiburg und dem SV Bayreuth wurde ab 1991 Hannover zu Schwindts zweiter Station in Deutschland, der er über mehrere Jahre erhalten blieb. Er verbrachte eine Saison beim EC in Hannover, für den er Anfang der 1980er Jahre schon einmal aufgelaufen war, und wurde dann ab der Saison 1992/93 zur Identifikationsfigur beim ESC Wedemark, mit dem er 1996 in die Deutsche Eishockey Liga (DEL) aufstieg. Der Deutschkanadier beendete seine Spielerkarriere und wurde zum Co-Trainer des in Hannover Scorpions umbenannten Teams. In einzelnen Spielen kehrte er aushilfsweise auf das Eis zurück, bevor er 1999 seine Schlittschuhe endgültig an den Nagel hing.

## Erfolge und Auszeichnungen
| - 1983 Aufstieg in die 2. Bundesliga mit der EA Kempten/Kottern - 1984 Meister der 2. Bundesliga mit dem BSC Preussen - 1985 Meister der 2. Bundesliga mit dem BSC Preussen | - 1986 Meister der 2. Bundesliga mit dem BSC Preussen - 1987 Meister der 2. Bundesliga und Aufstieg in die Bundesliga mit dem BSC Preussen - 1996 Meister der 1. Liga und Aufstieg in die Deutsche Eishockey Liga mit dem ESC Wedemark |

## Karrierestatistik
(Legende zur Spielerstatistik: Sp oder GP = absolvierte Spiele; T oder G = erzielte Tore; V oder A = erzielte Assists; Pkt oder Pts = erzielte Scorerpunkte; SM oder PIM = erhaltene Strafminuten; +/− = Plus/Minus-Bilanz; PP = erzielte Überzahltore; SH = erzielte Unterzahltore; GW = erzielte Siegtore; 1 Play-downs/Relegation; Kursiv: Statistik nicht vollständig)